# Nankovo
Nankovo (ukrajinsky i rusky Нанково, maďarsky Husztköz) je vesnice v chustské městské komunitě, v okrese Chust, v Zakarpatské oblasti Ukrajiny. 
Podle údajů ze sčítání obyvatelstva na Ukrajině v roce 2001 měla obec 2567 obyvatel. Poštovní směrovací číslo obce je 90435, telefonní předvolba (+380) 31-42. Kód KOATUU.
Obecní rada sídlí na adrese вул. Миру 210, с. Нанково, 90435, telefon 56-40-47

## Osoby obce
20. října 1913 se v Nankovu narodil Dimitrij Georgievič Filip (metropolita Dorotej), 3. pražský pravoslavný arcibiskup a metropolita pravoslavné církve v českých zemích a na Slovensku v letech 1964–1999.